# Bellavista (Palau-saverdera)
Bellavista – miejscowość w Hiszpanii, w Katalonii, w prowincji Girona, w comarce Alt Empordà, w gminie Palau-saverdera.
Według danych INE z 2005 roku miejscowość zamieszkiwało 36 osób.